# Баюрово (Пермский край)
Баюрово — упразднённая деревня в Карагайском районе Пермского края России. Входила в Карагайский сельсовет (ныне — Карагайское сельское поселение).
Население 50 человек (1962 год). В XXI веке — урочище.
Деревня находилась на западе края, в лесной местности, в 6 км. от села Карагай и в 39 км. от Верещагино (Пермская область Административно-территориальное деление на 1 июля 1963, С.111). Протекает ручей Баюровский.
Действовал после 1945 года колхоз «Красный партизан»
Документы по деревне хранит Агентство по делам архивов Пермского края (Фонд № 12. Опись № 3. Дело № 1069.)